# Krystyna Krzemińska
Krystyna Maria Krzemińska z domu Łoza (ur. 2 stycznia 1945 w Gdeszynie) – polska polityk, posłanka na Sejm PRL IX kadencji.

## Życiorys
Córka Bronisława i Janiny. W 1963 ukończyła Technikum Rolnicze w Okszowie. Została też absolwentką Zaoczne Studium Rolno-Pedagogicznego im. A. Struga w Lublinie. W 1963 podjęła pracę w Instytucie Uprawy i Nawożenia Gleby, po czym pracowała w zasadniczej szkole rolniczej, a od 1969 była agronomem w Górze Puławskiej. W tym samym roku wstąpiła do Zjednoczonego Stronnictwa Ludowego (była w nim prezesem Gminnego Komitetu, a także członkinią plenum Wojewódzkiego Komitetu oraz prezydium Naczelnego Komitetu). Od 1971 była kierownikiem gminnej służby rolnej w Janowcu, a od 1984 kierownikiem Urzędu Stanu Cywilnego w urzędzie tamtejszej gminy. Radna Wojewódzkiej Rady Narodowej w Lublinie. W latach 1985–1989 pełniła mandat posłanki na Sejm PRL IX kadencji w okręgu Puławy, zasiadając w Komisji Administracji, Spraw Wewnętrznych i Wymiaru Sprawiedliwości oraz w Komisji Nadzwyczajnej do rozpatrzenia projektów ustaw o stosunku Państwa do Kościoła Katolickiego, o gwarancjach wolności sumienia i wyznania oraz o ubezpieczeniu społecznym duchownych.